# 조나단 토렌스

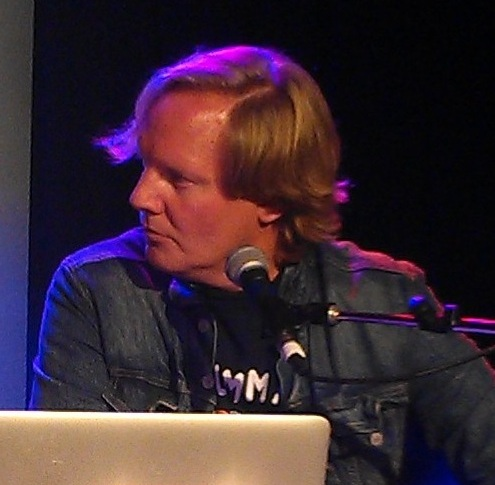

조나단 토렌스(Jonathan Torrens, 1972년 10월 25일 ~ )는 캐나다의 영화배우, 각본가이다.
샬럿타운에서 태어났다.

## 영화
- 트레일러 파크 보이스: 돈트 리갈라이즈 잇 (2014년)
- 콜 미 피츠 (2010년)
- 트레일러 파크 보이스 - 카운트다운 투 리커 데이 (2009년)
- 트리벤지 (2008년)
- 트레일러 파크 보이스: 더 무비 (2006년)
- 트레일러 파크 보이스 크리스마스 스페셜 (2004년)
- 트레일러 파크 보이스 - 시리즈 (2001년)
- 비프케이크 (1998년)